# Opel 1,3 liter
De Opel 1,3 liter was een personenauto van Adam Opel AG die van 1934 tot 1935 geproduceerd werd.

## Historiek en ontwerp
Net als zijn voorganger, de Opel 1,2 liter, werd de auto gezamenlijk ontwikkeld door Opel en General Motors en had hij een ladderchassis met dwarsbalken. De meer aerodynamische carrosserie met gebogen spatborden en van buitenaf toegankelijke kofferbak werd gedeeld met de Opel 6, die tegelijkertijd werd gelanceerd.
Net als de Opel 6 beschikte de nieuwe auto ook over hydraulisch bediende remmen, in tegenstelling tot eerdere modellen van Opel die uitgerust waren met kabelbediende remmen. De 1,3 liter had ook geen starre vooras meer maar een onafhankelijke wielophanging waarbij de voorwielen opgehangen werden aan draagarmen die gemonteerd waren aan een draaibare stalen behuizing die met olie gevuld was en ook de schroefveren en schokdemperzuigers bevatte.
Het hogere motorvermogen werd bereikt door de boring van de viercilindermotor met 2,5 mm te vergroten, wat resulteerde in een cilinderinhoud van 1288 cc. Deze motor ontwikkelde een vermogen van 24 pk (17 kW), goed voor een topsnelheid van 90 km/u.
Er werden in totaal 29.002 exemplaren geproduceerd. In 1935 werd de 1,3 liter opgevolgd door de Opel Olympia.